# Leskia taylori
Leskia taylori là một loài ruồi trong họ Tachinidae.